# Squash-Mannschaftsweltmeisterschaft der Frauen 1979
Die 1. Mannschafts-Weltmeisterschaft der Frauen (englisch 1979 Women’s World Team Squash Championships) fand vom 15. bis 20. März 1979 in Birmingham im Vereinigten Königreich statt. Insgesamt nahmen sechs Mannschaften teil.
Die Mannschaft des Vereinigten Königreichs, bestehend aus Sue Cogswell, Angela Smith, Teresa Lawes, Barbara Diggens, Jayne Ashton und Lesley Moore, gewann sämtliche Begegnungen und wurde damit der erste Weltmeister in der Geschichte des Squashsports. Auf Rang zwei konnte sich Australien platzieren, vor Irland, Kanada, Schweden und den Vereinigten Staaten.

## Modus
Die teilnehmenden Mannschaften traten in einer gemeinsamen Gruppe an. Innerhalb der Gruppe wurde im Round-Robin-Modus gespielt, die bestplatzierte Mannschaft erhielt den Titel des Weltmeisters.
Alle Mannschaften bestanden aus mindestens drei und höchstens vier Spielern, die in der Reihenfolge ihrer Spielstärke gemeldet werden mussten. Pro Begegnung wurden drei Einzelpartien bestritten. Eine Mannschaft hatte gewonnen, wenn ihre Spieler zwei der Einzelpartien gewinnen konnten. Die Spielreihenfolge der einzelnen Partien war unabhängig von der Meldereihenfolge der Spieler.

## Ergebnisse
| Rang | Land                                                                    | Sp. | S | N | Sp.-Diff. | Punkte |
| ---- | ----------------------------------------------------------------------- | --- | - | - | --------- | ------ |
| 1    | Vereinigtes Königreich (Cogswell, Smith, Lawes, Diggens, Ashton, Moore) | 5   | 5 | 0 | 15:0      | 10     |
| 2    | Australien (Wall, Hoffman, Newman, Thorne, Smith)                       | 5   | 4 | 1 | 12:3      | 8      |
| 3    | Irland (Barniville, Armstrong, Sanderson, Hewitt)                       | 5   | 3 | 2 | 9:6       | 6      |
| 4    | Kanada (Murray, Hinnegan, Thompson, Glover)                             | 5   | 2 | 3 | 5:10      | 4      |
| 5    | Schweden (Due-Boje, Dahl, Samuelsson, Lundqvist)                        | 5   | 1 | 4 | 3:12      | 2      |
| 6    | Vereinigte Staaten (Greenberg, Weymuller, Akabane, Nyad)                | 5   | 0 | 5 | 1:14      | 0      |

| Vereinigtes Königreich | – | Australien         | 3:0 |
| Vereinigtes Königreich | – | Irland             | 3:0 |
| Vereinigtes Königreich | – | Kanada             | 3:0 |
| Vereinigtes Königreich | – | Schweden           | 3:0 |
| Vereinigtes Königreich | – | Vereinigte Staaten | 3:0 |
| Australien             | – | Irland             | 3:0 |
| Australien             | – | Kanada             | 3:0 |
| Australien             | – | Schweden           | 3:0 |

| Australien | – | Vereinigte Staaten | 3:0 |
| Irland     | – | Kanada             | 3:0 |
| Irland     | – | Schweden           | 3:0 |
| Irland     | – | Vereinigte Staaten | 3:0 |
| Kanada     | – | Schweden           | 2:1 |
| Kanada     | – | Vereinigte Staaten | 3:0 |
| Schweden   | – | Vereinigte Staaten | 2:1 |

## Abschlussplatzierungen
| Rang | Mannschaft             |
| 01.  | Vereinigtes Königreich |
| 02.  | Australien             |
| 03.  | Irland                 |
| 04.  | Kanada                 |
| 05.  | Schweden               |
| 06.  | Vereinigte Staaten     |